# Minivet ardent
El minivet ardent (Pericrocotus igneus) és una espècie d'ocell de la família dels campefàgids (Campephagidae).

## Hàbitat i distribució
Habita boscos i matolls de Casuarina des de Myanmar, cap al sud, a través de la Península de Malaca, Sumatra, incloent Simeulue, Nias, Bangka i Belitung, fins Borneo i Palawan.